# 크리스티네 민데
크리스티네 민데(노르웨이어: Kristine Minde, 혼전 성씨: 비달 헤글란(Wigdahl Hegland), 1992년 8월 8일 ~ )는 노르웨이의 여자 축구 선수로, 현재 독일 프라우엔-분데스리가의 VfL 볼프스부르크에서 활동하고 있다.

## 클럽 경력
2008년부터 2013년까지 노르웨이의 여자 축구 클럽인 아르나 비에르나르 소속으로 활동했으며 2013 톱세리엔 시즌에서는 팀을 3위에 올려놓았다. 2014년부터 2017년까지 스웨덴의 여자 축구 클럽인 린셰핑 FC 소속으로 활동했고 팀의 다말스벤스칸 2회 우승, 여자 스벤스카 쿠펜 1회 우승에 기여했다. 2017년에는 독일의 여자 축구 클럽인 VfL 볼프스부르크로 이적했다.

## 국가 대표팀
연령대별 노르웨이 여자 축구 국가대표팀 선수로 활동했으며 칠레에서 개최된 2008년 FIFA U-20 여자 월드컵, 일본에서 개최된 2012년 FIFA U-20 여자 월드컵에 참가했다.
독일에서 개최된 2011년 FIFA 여자 월드컵에서는 대회 개막 이전에 엉덩이 부상으로 인해 불참한 리사마리 우즈를 대신하여 참가했다. 오스트레일리아와의 조별 예선 3차전 경기에 처음 출전하면서 노르웨이 여자 축구 국가대표팀 선수로 데뷔했는데 노르웨이는 오스트레일리아에 1-2로 패배하면서 조별 예선에서 탈락하고 만다.
스웨덴에서 개최된 UEFA 여자 유로 2013에서는 아이슬란드와의 조별 예선 1차전 경기에서 노르웨이의 1번째 골을 기록했는데 노르웨이는 아이슬란드와 1-1 무승부를 기록했다. UEFA 여자 유로 2013에서는 5경기에 출전하여 노르웨이의 준우승에 기여했다.
캐나다에서 개최된 2015년 FIFA 여자 월드컵에서는 4경기에 출전하여 노르웨이의 16강전 진출에 기여했지만 네덜란드에서 개최된 UEFA 여자 유로 2017에서는 노르웨이의 조별 예선 탈락을 경험했다. 프랑스에서 개최된 2019년 FIFA 여자 월드컵에서 노르웨이의 8강전 진출에 기여했으며 대한민국과의 조별 예선 3차전 경기에서 A매치 100경기 출전 기록을 수립했다.

## 사생활
크리스티네 민데는 2013년 11월에 남편과 결혼하면서 자신의 성을 남편의 성으로 바꿨다.

## 수상
린셰핑 FC
- 다말스벤스칸 2회 우승 (2016, 2017)
- 여자 스벤스칸 쿠펜 1회 우승 (2014-15)

VfL 볼프스부르크
- 프라우엔-분데스리가 2회 우승 (2017-18, 2018-19)
- 여자 DFB-포칼 2회 우승 (2017-18, 2018-19)